# Estela Cano
Estela Cano es una actriz mexicana. Egresó del Centro de Formación Actoral de TV Azteca (CEFAC) 2005-2007 y aunque desde antes de graduarse empezó a trabajar en diversas producciones de la empresa, ella ha seguido estudiando, tomando cursos de actuación y cine en los que destaca y el más reciente Taller de Actuación en Cine con el Maestro Ignacio Ortiz.   
Ha participado en varias producciones de la empresa en la que estudió, programas unitarios y telenovelas como Bellezas indomables en 2008 y Emperatriz en 2011; también ha realizado algunos cortometrajes y videos musicales con el director francés Victor Dupuis en 2010.
CAPADOCIA tercera temporada 2011

## Telenovelas
- La vida es una canción
- Lo que callamos las mujeres
- A cada quien su santo
- Lo que la gente cuenta
- Bellezas indomables
- Emperatriz Bárbara
- Amor Cautivo Martha